# Surian Bungkal
Surian Bungkal is een bestuurslaag in het regentschap Muko-Muko van de provincie Bengkulu, Indonesië. Surian Bungkal telt 490 inwoners (volkstelling 2010).